# 親衛隊大将

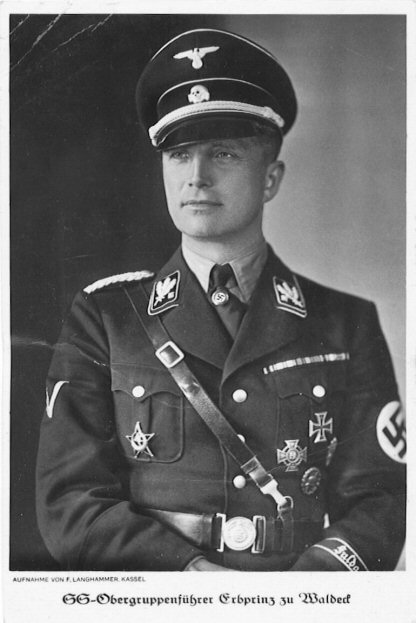
ヨシアス・ツー・ヴァルデック＝ピルモント親衛隊大将

親衛隊大将（しんえいたいたいしょう）は、国家社会主義ドイツ労働者党（ナチ党）の組織である親衛隊（SS）の階級「SS-Obergruppenführer」の訳語の一つである。
「Obergruppenführer」（オーベルグルッペンフューラー、直訳すると上級集団指導者）は、親衛隊（SS）に限らず、突撃隊（SA）、国家社会主義自動車軍団（NSKK）、国家社会主義航空軍団（NSFK）といったナチ党組織にも存在した。ドイツ国防軍の大将（General）に相当する地位なので「SS大将」「SA大将」「NSKK大将」「NSFK大将」などと訳される。
米英では訳さず原文を用いるが、敢えて訳す場合には陸軍の階級呼称を利用してSS（もしくはSA,NSKK,NSFK）Generalと訳される。

## 親衛隊（SS）
親衛隊大将（SS-Obergruppenführer）は、一般親衛隊に存在した階級である。親衛隊中将（SS-Gruppenführer）の上位、親衛隊上級大将（SS-Oberstgruppenführer）の下位に位置する。
一方武装親衛隊はドイツ国防軍と同様に武装親衛隊大将（General der Waffen-SS）の位を使用していた。もっとも武装親衛隊大将（General der Waffen-SS）には、一般親衛隊の親衛隊大将（SS-Obergruppenführer）の階級も合わせて授与されるのが通例であった。
一般親衛隊の親衛隊大将が武装親衛隊大将位を必ず所持しているとは限らなかった。武装親衛隊と関係があると認められる一般親衛隊の親衛隊大将のみ、武装親衛隊大将位が授与されていたようである。一方、警察業務にあたる一般親衛隊大将は、警察大将（General der Polizei）の階級を同時に所持している者が多い。一般親衛隊・武装親衛隊・警察の階級3つとも、併せて所持している者も少なくはない。この三者の階級の境界は曖昧である。

### SS階級章

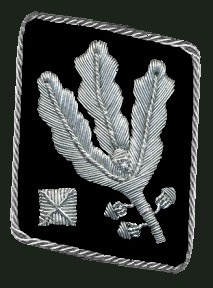
1942年4月までの襟章（一般SS/武装SS）
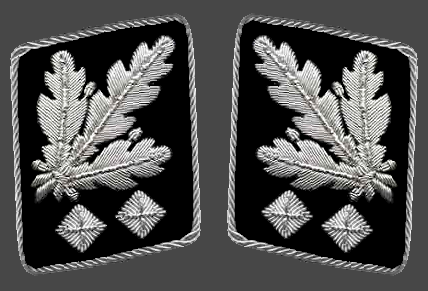
1942年-1945年の襟章（一般SS/武装SS）
肩章（武装SS）
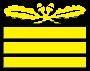
迷彩服の階級章

### 主なSS大将
- 1933年4月21日、ルドルフ・ヘス（名誉SS大将。副総統。ナチ党党首代理）
- 1933年7月1日、フランツ・クサーヴァー・シュヴァルツ（名誉SS大将。後にSS上級大将、ナチ党財政全国指導者）
- 1934年7月1日、ヨーゼフ・ディートリヒ（武装SS将軍。第1SS装甲師団師団長。後にSS上級大将）
- 1934年9月9日、クルト・ダリューゲ（秩序警察長官。後にSS上級大将）
- 1934年9月9日、フリッツ・ヴァイツェル（ノルウェーHSSPF）
- 1934年11月9日、リヒャルト・ヴァルター・ダレ（名誉SS大将。食糧大臣）
- 1934年11月9日、ヴァルター・ブーフ（名誉SS大将。党最高裁判所長官）
- 1935年1月1日、ウード・フォン・ヴォイルシュ（アインザッツグルッペン指揮官。エルベHSSPF）
- 1935年1月25日、フリードリヒ・ヴィルヘルム・クリューガー（武装SS将軍。第6SS山岳師団師団長）
- 1936年1月30日、フリードリヒ・カール・フォン・エーベルシュタイン（男爵。ミュンヘンHSSPF）
- 1936年1月30日、ヨシアス・ツー・ヴァルデック＝ピルモント（ヴァルデック侯国皇太子。ポツダムHSSPF）
- 1936年1月30日、マックス・アマン（名誉SS大将。ナチ党出版担当全国指導者）
- 1936年1月30日、フィリップ・ボウラー（名誉SS大将。ナチ党全国指導者の一人）
- 1936年9月13日、フリードリヒ・イェッケルン（東部占領地域オストラントのHSSPF）
- 1936年11月9日、アウグスト・ハイスマイヤー（ハイスマイヤー親衛隊大将本部本部長）
- 1936年11月9日、ヴェルナー・ローレンツ（ドイツ民族対策本部本部長）
- 1939年1月30日、フリードリヒ・フォン・シューレンブルク （Friedrich Graf von der Schulenburg）（伯爵。名誉SS大将。）
- 1940年4月20日、マルティン・ボルマン（名誉SS大将。総統官房長）
- 1940年4月20日、ハンス・ハインリヒ・ラマース（名誉SS大将。総統官邸官房長）
- 1940年4月20日、ヨアヒム・フォン・リッベントロップ（名誉SS大将。外相）
- 1941年4月10日、ハインリヒ・シュマウザー（南東HSSPF）
- 1941年4月20日、アルトゥル・ザイス＝インクヴァルト（名誉SS大将。占領地オランダの国家弁務官）
- 1941年4月20日、オットー・ディートリヒ（名誉SS大将。ナチ党新聞局長）
- 1941年9月27日、ラインハルト・ハイドリヒ（国家保安本部本部長。ベーメン・メーレン保護領副総督）
- 1941年10月1日、パウル・ハウサー（武装SS将軍。SS装甲軍団司令官。後にSS上級大将）
- 1941年11月9日、エーリヒ・フォン・デム・バッハ＝ツェレウスキー（中央ロシアHSSPF）
- 1941年11月9日、ハンス・アドルフ・プリュッツマン（ウクライナHöSSPF）
- 1941年11月9日、ヴィルヘルム・レディース（ノルウェーHSSPF）
- 1941年11月9日、ヴィルヘルム・ラインハルト（Wilhelm Reinhard）（名誉SS大将。）
- 1941年12月31日、アルベルト・フォルスター（ダンツィヒ＝西プロイセン大管区指導者。）
- 1942年1月30日、カール・フィーラー（名誉SS大将。地方自治体全国指導者。ミュンヘン市長）
- 1942年1月30日、カール・ヴォルフ（親衛隊全国指導者個人幕僚部本部長。イタリアHöSSPF）
- 1942年1月30日、フリードリヒ・ヒルデブラント（Friedrich Hildebrandt）（名誉SS大将。メクレンブルク大管区指導者）
- 1942年1月30日、カール・カウフマン（名誉SS大将。ハンブルク大管区指導者）
- 1942年1月30日、フリッツ・ザウケル（名誉SS大将。テューリンゲン大管区指導者。労働力配置総監）
- 1942年1月30日、ヴィルヘルム・ミュール（Wilhelm Murr）（名誉SS大将。ヴュルテンベルク大管区指導者）
- 1942年1月30日、ディートリヒ・クラッゲス（Dietrich Klagges）（名誉SS大将。ブラウンシュヴァイク州首相）
- 1942年1月30日、ヴィルヘルム・ケプラー（名誉SS大将。外務省特務次官）
- 1942年1月30日、パウル・ケルナー（Paul Körner）（四カ年計画庁次官）
- 1942年1月30日、アルトゥール・グライザー（ヴァルテラント大管区指導者）
- 1942年1月30日、ヴィルヘルム・コッペ（ポーランドHSSPF）
- 1942年1月30日、ヨーゼフ・ビュルケル（名誉SS大将。ヴェストマルク大管区指導者）
- 1942年1月30日、リヒャルト・ヒルデブラント（親衛隊人種および移住本部本部長。黒海HSSPF）
- 1942年1月30日、テオドール・ベルケルマン（ヴァルテHSSPF）
- 1942年4月20日、テオドール・アイケ （親衛隊髑髏部隊指揮官。第3SS装甲師団師団長）
- 1942年4月20日、オズヴァルト・ポール（SS経済管理本部本部長）
- 1942年4月20日、エミール・マツゥー（「東海」HSSPF）
- 1942年4月20日、パウル・シャルフェ（親衛隊法務本部本部長）
- 1942年4月20日、ヴァルター・シュミット（親衛隊人事本部長）
- 1942年9月9日、ヘルベルト・バッケ（食糧大臣）
- 1943年1月30日、ジークフリート・タウベルト（Siegfried Taubert）（ヴェーヴェルスブルク城司令官）
- 1943年6月19日、コンスタンティン・フォン・ノイラート（名誉SS大将。外相。ベーメン・メーレン保護領総督。男爵）
- 1943年6月19日、コンラート・ヘンライン（ズデーテンラント帝国大管区指導者）
- 1943年6月21日、ヨアヒム・アルブレヒト・エッゲリンク（ハレ＝メルゼブルク大管区指導者）
- 1943年6月21日、アウグスト・アイグルーバー（上ドナウ大管区指導者）
- 1943年6月21日、フーゴ・ユリー（Hugo Jury）（下ドナウ大管区指導者）
- 1943年6月21日、フリードリヒ・ライナー（Friedrich Rainer）（ケルンテン大管区指導者）
- 1943年6月21日、エルンスト・ヴィルヘルム・ボーレ（名誉SS大将。国外大管区指導者）
- 1943年6月21日、フリードリヒ・アルパース（Friedrich Alpers）（名誉SS大将。林野庁次官）
- 1943年6月21日、エルンスト・カルテンブルンナー（ハイドリヒ暗殺後の国家保安本部本部長）
- 1943年6月21日、ユリウス・シャウブ（総統副官長）
- 1943年6月21日、ゴットロープ・ベルガー（SS本部本部長）
- 1943年6月21日、ハンス・ユットナー（SS作戦本部本部長）
- 1943年6月21日、オットー・ホフマン（親衛隊人種および移住本部本部長）
- 1943年6月21日、カール・ヘルマン・フランク（ベーメン・メーレン保護領HSSPF。のち担当相）
- 1943年6月21日、アルトゥール・フレプス（第7SS義勇山岳師団長、第5SS山岳軍団長）
- 1943年6月21日、ハンス・ラウター（オランダHSSPF）
- 1943年6月21日、ギュンター・パンケ（親衛隊人種及び移住本部長官、デンマークHSSPF）
- 1943年6月21日、ルドルフ・クヴェルナー（秩序警察国家地方警察総監、中央HSSPF）
- 1943年6月21日、エルンスト・ザックス（Ernst Sachs）（SS通信総監）
- 1943年7月1日、フェリックス・シュタイナー（武装SS将軍）
- 1943年7月1日、アルフレート・ヴェンネンベルク（秩序警察本部長代理。第4SS警察装甲擲弾兵師団師団長）
- 1943年7月21日、ユリウス・シャウブ（ヒトラーの副官長）
- 1943年11月9日、カール・プフェッファー＝ヴィルデンブルッフ（Karl Pfeffer-Wildenbruch）（秩序警察地方自治体警察総監）
- 1944年1月30日、ウルリヒ・グライフェルト（ドイツ民族性強化国家委員会本部長）
- 1944年1月30日、ヴィルヘルム・シュトゥッカート（内務省次官。ヴァンゼー会議に参加）
- 1944年1月30日、ハルトマン・ラウターバッハー（Hartmann Lauterbacher）（南ハノーファー＝ブラウンシュヴァイク大管区指導者）
- 1944年1月30日、カール・ハンケ（ニーダーシュレジエン大管区指導者。ヒムラー解任後、ヒトラーの命でごく短期間親衛隊全国指導者になった）
- 1944年3月15日、オットー・ヴィンケルマン（Otto Winkelmann）（ハンガリーHSSPF）
- 1944年4月20日、レオナルド・コンティ（Leonardo Conti）（国家医師指導者、内務省保険担当次官）
- 1944年4月20日、ヴェルナー・ベスト（国家保安本部高官。デンマーク総督）
- 1944年4月20日、マキシミリアン・フォン・ヘルフ（SS人事本部本部長）
- 1944年4月20日、フランツ・ブライトハウプト（親衛隊法務本部長）
- 1944年4月20日、エルンスト＝ロベルト・グラヴィッツ（SS・警察医学総監、ドイツ赤十字総裁代理）
- 1944年4月20日、ヘルマン・ヘフレ（スロバキアHSSPF）
- 1944年4月20日、ゲオルグ・ケプラー（Georg Keppler）（武装SS将軍）
- 1944年6月21日、ヴァルター・クリューガー（第4SS警察装甲擲弾兵師団や第2SS装甲師団師団長）
- 1944年6月24日、クルト・クノプラオホ（Kurt Knoblauch）（親衛隊作戦指導本部B総局長）
- 1944年6月25日、カール・マリア・デメルフーバー（Karl Maria Demelhuber）（第6SS山岳師団長、在オランダ武装SS司令官）
- 1944年7月16日、オスカー・シュヴェルク（Oskar Schwerk）（名誉SS大将）
- 1944年7月19日、ハインリヒ・フォン・マウアー（Heinrich von Maur）（名誉SS大将）
- 1944年7月21日、クルト・フォン・ゴットベルク（中央ロシアHSSPF）
- 1944年7月30日、カール・グーテンベルガー（西HSSPF）
- 1944年8月1日、ヴィルヘルム・ビットリヒ（第2SS装甲師団や第9SS装甲師団師団長）
- 1944年8月1日、カール・オーベルク（フランスHSSPF）
- 1944年8月1日、マティアス・クラインハイスターカンプ（武装SS将軍。第2SS装甲師団や第6SS山岳師団師団長）
- 1944年8月1日、エルヴィン・レーゼナー（アルペンラントHSSPF）
- 1944年8月1日、ベンノ・マルティン（マイン川HSSPF）
- 1944年8月1日、グスタフ・アドルフ・シェール（全国学生指導者、ザルツブルク帝国大管区指導者）
- 1944年8月1日、カール・ヴァール（Karl Wahl）（名誉SS大将。シュヴァーベン大管区指導者）
- 1944年8月1日、パウル・ヴェーグナー（Paul Wegener）（名誉SS大将。ヴェーザー=エムス大管区指導者）
- 1944年8月1日、フリッツ・ヴェヒトラー（Fritz Wächtler）（名誉SS大将。バイロイト大管区指導者）
- 1944年8月1日、ユルゲン・フォン・カンプツ（Jürgen von Kamptz）（秩序警察国家地方警察総監）
- 1944年10月1日、アウグスト・フランク（August Frank）（親衛隊経済管理本部W総局長）
- 1944年11月1日、フランツ・ツァイトナー（Feketehalmy-Czeydner Ferenc）（SS軍「ウンガルン」司令官、ハンガリー国防大臣代理）
- 1944年11月9日、ヘルベルト・オットー・ギレ（武装SS将軍。第5SS装甲師団の師団長）
- 1944年11月9日、フリッツ・シュレスマン（Fritz Schleßmann）（エッセン大管区指導者代理）
- 1945年1月20日、オイゲン・ランツェンベルガー（Ranzenberger Jenő Oszkár）（第17SS軍団長）
- 1945年3月1日、ハンス・カムラー（親衛隊経済管理本部C総局長。秘密兵器製造に携わる）

### 架空のSS大将
- ヴィルヘルム・ "デスヘッド" ストラッセ （Wilhelm "Deathshead" Strasse）　コンピューターゲーム「Wolfenstein: The New Order」に親衛隊大将として登場。ナチスへの忠誠心に満ち溢れた天才的な科学者。世界中をナチスの下へ従わせるため、一切の道徳を無視した非道な実験を繰り返し、最先端の凶悪な戦闘マシンを発明し続けていた。

- フラウ・イレーネ・エンゲル （Frau Irene Engel）　コンピューターゲーム「Wolfenstein: The New Order」に親衛隊中佐として登場。続編の「Wolfenstein II: The New Colossus」では、親衛隊大将として登場している。
- ジョン・スミス （John Smith） 　テレビドラマ「高い城の男」に、ニューヨーク親衛隊本部勤務の高級将校として登場。アメリカ陸軍軍人であったにもかかわらず、冷酷無比な活躍でナチ上層部の信頼を得て大将にまで成り上がった男で、作中で上級大将、アメリカ国家元帥へと昇進する。

## 突撃隊（SA）
突撃隊大将（SA-Obergruppenführer）は突撃隊（SA）に存在した階級である。突撃隊中将（SA-Gruppenführer）の上位、突撃隊幕僚長（Stabschef SA）の下位に位置する階級である。

### 階級章

襟章

襟章

襟章

### 主なSA大将
- ジークフリート・ウイバーライター（シュタイアーマルク帝国大管区指導者）
- フランツ・フォン・エップ（ナチス党国防政策全国指導者）
- ジークフリート・カッシェ（クロアチア独立国駐在のドイツ大使）
- アドルフ・ベッケルレ（Adolf Beckerle）（ブルガリア王国駐在のドイツ大使）
- ディートリヒ・フォン・ヤゴウ（Dietrich von Jagow）（ハンガリー王国駐在のドイツ大使）
- マンフレート・フォン・キリンガー（Manfred von Killinger）（ルーマニア王国駐在のドイツ大使）
- ハンス・ルディン（Hanns Ludin）（独立スロバキア駐在のドイツ大使）
- カール・エドゥアルト（ザクセン＝コーブルク＝ゴータ公国の公。ドイツ赤十字社総裁）
- フリードリヒ・ヴィルヘルム・クリューガー（突撃隊幹部。長いナイフの夜事件後、親衛隊へ移籍）
- エミール・ケッテラー（Emil Ketterer）（ストックホルムオリンピックの陸上選手）
- ヘルマン・ゲーリング（空軍総司令官、帝国元帥、航空相、プロイセン州首相、四カ年計画責任者）
- エーリヒ・コッホ（東プロイセン大管区指導者。ウクライナ総督）
- ヒンリヒ・ローゼ（シュレースヴィヒ＝ホルシュタイン大管区指導者、オストラント総督）
- ルートヴィヒ・ジーヴェルト（バイエルン州首相）
- アウグスト・シュナイトフーバー（突撃隊幹部。長いナイフの夜で粛清）
- バルドゥール・フォン・シーラッハ（ヒトラー・ユーゲント指導者、ウィーン帝国大管区指導者）
- フランツ・ゼルテ（ヒトラー内閣労働相。鉄兜団団長）
- フリッツ・トート（ヒトラー内閣軍需大臣。トート機関の長。）
- エドムント・ハイネス（突撃隊幹部。長いナイフの夜で粛清）
- ヨーゼフ・ビュルケル（ヴェストマルク大管区指導者）
- アドルフ・ヒューンライン（国家社会主義自動車軍団（NSKK）軍団長）
- フランツ・クサーヴァー・シュヴァルツ（ナチ党財政全国指導者）
- ロベルト・ライ（ドイツ労働戦線全国指導者、ナチ党組織全国指導者）
- ハンス・フランク（ナチ党司法全国指導者、ポーランド総督）
- ベルンハルト・ルスト（南ハノーファー＝ブラウンシュヴァイク大管区指導者、ヒトラー内閣科学・教育・文化相）
- ハンス・ケルル（ヒトラー内閣宗教相）
- ヴォルフ＝ハインリヒ・フォン・ヘルドルフ（ベルリン警察長官）
- ヴィルヘルム・ブリュックナー（ヒトラーの副官長）
- アウグスト・ヴィルヘルム・フォン・プロイセン（ドイツ皇帝ヴィルヘルム2世の第四皇子）
- ヨーゼフ・ベルヒトルト（親衛隊の第二代隊長。ハインリヒ・ヒムラーの前々任者）
- アドルフ・ワーグナー（ミュンヘン・上バイエルン大管区指導者）
- パウル・ギースラー（南ヴェストファーレン、ミュンヘン・上バイエルン大管区指導者）
- ゲルハルト・ワーグナー（Gerhard Wagner）（国家医師指導者）

## 国家社会主義自動車軍団（NSKK）
国家社会主義自動車軍団大将（NSKK-Obergruppenführer）は、国家社会主義自動車軍団（NSKK）に存在した階級である。国家社会主義自動車軍団中将（NSKK-Gruppenführer）の上位、国家社会主義自動車軍団軍団指導者（NSKK-Korpsführer）の下位に位置する階級である。

### 階級章
- 襟章

### 主なNSKK大将
- カール・エドゥアルト（ザクセン＝コーブルク＝ゴータ公。ドイツ赤十字社総裁）
- アルトゥール・グライザー（ヴァルテラント大管区指導者）
- グスタフ・ジーモン（コブレンツ・トリーア大管区指導者）
- ヨーゼフ・ビュルケル（ヴェストマルク大管区指導者、ウィーン大管区指導者）
- フランツ・ホーファー（チロル＝フォアアールベルクの国家代理官（de:Reichsstatthalter）、チロル＝フォアアールベルク帝国大管区指導者。）
- ヴィルヘルム・フリック（ナチ党国会議員団長、ヒトラー内閣内務相、ベーメン・メーレン保護領総督）
- フランツ・フォン・エップ（ナチス党国防政策全国指導者）
- フランツ・クサーヴァー・シュヴァルツ（ナチ党財政全国指導者）
- ヴィルヘルム・オーネゾルゲ（ヒトラー内閣郵政相）

## 国家社会主義航空軍団（NSFK）
国家社会主義航空軍団大将（NSFK-Obergruppenführer）は、国家社会主義航空軍団（NSFK）に存在した階級である。国家社会主義航空軍団中将（NSFK-Gruppenführer）の上位、国家社会主義航空軍団軍団指導者（NSFK-Korpsführer）の下位に位置する階級である。

### 階級章
- 襟章

### 主なNSFK大将
- カール・エドゥアルト（ザクセン＝コーブルク＝ゴータ公。ドイツ赤十字社総裁）
- ブルーノ・レールツァー（ドイツ空軍上級大将）